# Povídka

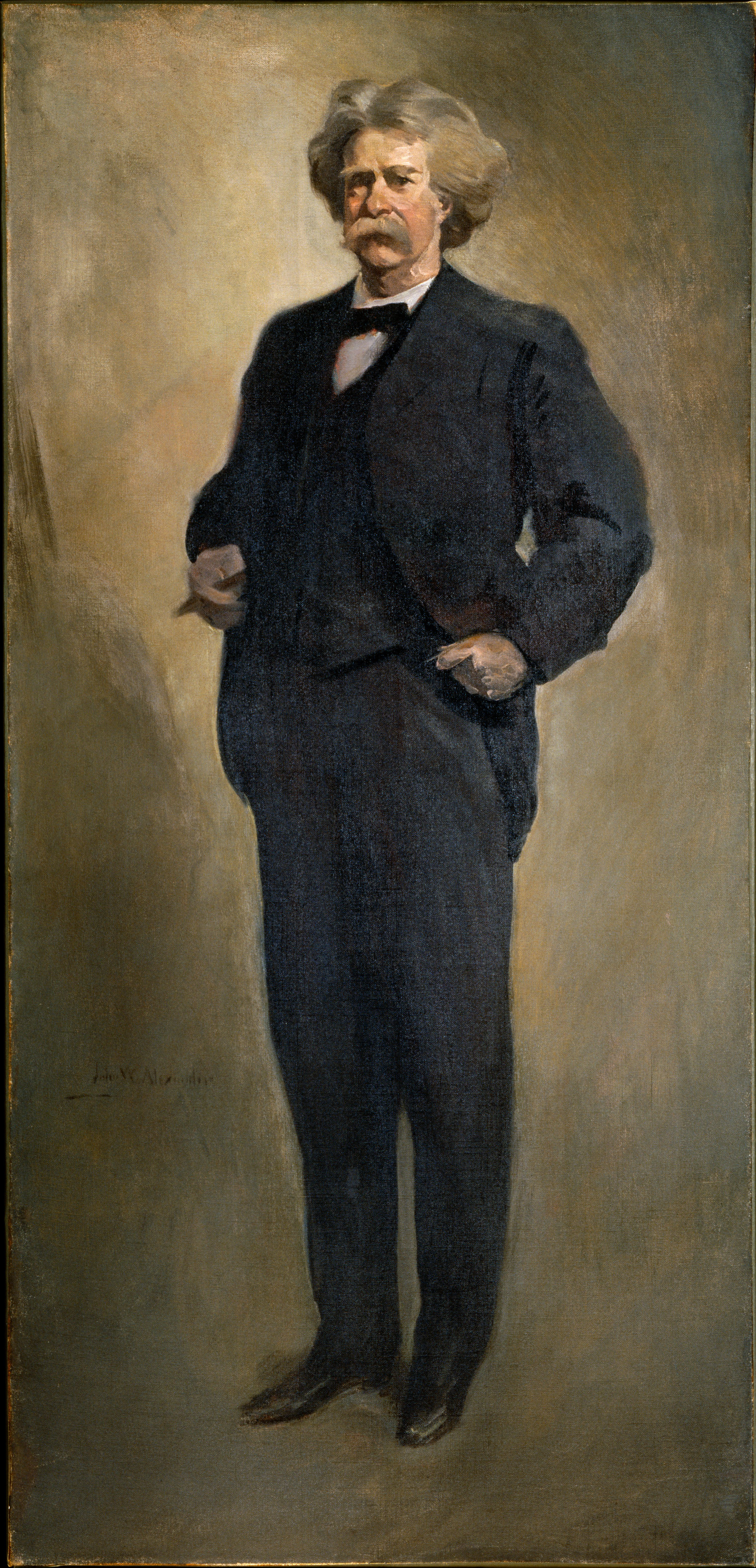
Portrét Marka Twaina, jednoho z nejvýznamnějších amerických autorů povídek

Povídka je epický literární žánr krátkého či středního rozsahu. Patří mezi fikci a téměř vždy je prozaický, nikoliv veršovaný. Je kratší než román a na rozdíl od něj zachycuje pouze jeden aspekt života či jeden vybraný moment, nikoliv lidský život jako celek. Na druhou stranu je delší než anekdota či jiné žánry drobné epiky. K hlavním rysům povídky lze kromě menšího rozsahu počítat také soustředění na jedinou dějovou linii a skutečnost, že se hlavní postava nijak zásadně nemění. Pohled na povídku se liší podle prostředí a tradice literární vědy. V angloamerickém prostředí se jako povídka chápe kterákoliv próza nepřesahující určitou délku (někdy pouze 8000 slov či méně, jindy až 50 000 slov), hlavním protikladem povídky je tedy román. Užší vymezení, spojené zejména s polskou tradicí, staví povídku do protikladu k novele, jakožto text stavebně rozvolněnější a příbuzný črtě či reportáži. Nejužší a nejrigidnější vymezení, pěstované převážně v Německu, uvažuje ve spojitosti s povídkou nad konkrétním a specifickým způsobem psaní – úsporností výrazových prostředků, přiznanou bodovostí vidění, výraznou snahou o vyobrazení obecně platných zákonitostí a podobně. Oproti sevřenější novele bývala v německém pojetí povídka chápána jako rozvolněnější a méně hodnotná. Povídka může být otiskována samostatně, časté je však také sdružování do povídkových cyklů či sbírek.
Žánr povídky ve své moderní podobě vznikl až v 19. století, jeho počátky lze nicméně sledovat v raně novověké literatuře až k renesančnímu Dekameronu a ještě hlouběji do středověku. V 19. století byla povídka oblíbená nejvíce v americkém prostředí, kde se jí věnovali autoři jako Nathaniel Hawthorne, Edgar Allan Poe, ve 20. století pak Mark Twain, Francis Scott Fitzgerald. V evropské literatuře stála povídka dlouho ve stínu románu. Ranými povídkáři se v Rusku stali Alexandr Sergejevič Puškin, Nikolaj Vasiljevič Gogol, po nich pak Anton Pavlovič Čechov a Ivan Bunin. Ve Francii patří k velkým jménům Prosper Mérimée a Guy de Maupassant. V českém prostředí se v 19. století prosadil Josef Kajetán Tyl, Božena Němcová, Jan Neruda, za první republiky pak Karel Čapek, Vladislav Vančura, František Langer, Viktor Dyk či Richard Weiner, po druhé světové válce kromě jiných Ota Pavel, Bohumil Hrabal a Milan Kundera.

## Vymezení povídky

### Nejširší vymezení (angloamerické)
V nejvolnějším pojetí, se kterým pracuje anglická a americká literární věda, je jako povídka označována kterákoliv krátká próza v protikladu k románu – tedy nejen povídka v úzkém slova smyslu, ale také příbuzné krátké a střední žánry jako novela, pohádka, pověst a další. Protože v tomto smyslu zůstává povídka nevymezenou a nedefinovanou, může „chameleonsky“ nabývat různorodých podob, přičemž veškeré úvahy se pokoušejí pouze o zachycení přirozených tendencí vyplývajících z krátkosti (jako zaměření na jedinou dějovou linii či omezený záběr), nikoliv závazných rysů. Jedinou skutečnou podmínkou tak zůstává délka, také ke stanovení této hranice existují různé přístupy. Zatímco Edward Morgan Forster pracoval s 50 000 slovy jako s hranicí rozdělující povídku a román, jiná pojetí rozlišují žánry jemněji a hranici, za kterou povídka již končí, stanoví na 8000 slov či ještě méně.

Edgar Allan Poe, jeden z prvních teoretiků povídky a současně významný americký povídkář

Pro účely některý ocenění v oblasti fantastické literatury – World Fantasy Award, ceny Hugo a Ceny Nebula – byla povídka definována jako literární dílo do 7500 slov, přičemž delší díla jsou již zařazena do kategorie noveleta. Do kategorie tedy mohou být zařazeny také extrémně krátké a experimentální texty – povídka Edwarda Wellena „Why Booth Didn't Kill Kennedy“ (Proč Kennedyho vrahem není Booth) sestává pouze z pětislovného názvu a žádného dalšího textu.
Od 19. století se, i přes značnou rozvolněnost a hybridnost žánru, objevují v americkém a anglickém prostředí pokusy stanovit alespoň typické znaky povídky. První významným teoretikem povídky byl Edgar Allan Poe, podle jehož definice je povídka „krátká, stavebně symetrická próza, oponující extenzitě románu“. Ve svých esejích (1842) položil důraz na „jednotu dojmu“ (unity of impression), která vyplývá z omezeného rozsahu, na přítomnost „okamžiku krize“ (moment of crisis) a konečně na harmonickou „symetrii kompozice“ (symmetry of composition), která textu dává jasný a racionální tvar. Podobně uvažoval také Brander Matthews (1884), který tvrdil, že jednota je také vlastností fabule – příběh pojednává o jediné postavě, jediné události či jediném pocitu. Význam, který má „okamžik krize“, je podle Matthews ještě podtrhován typickou vyhrocenou dějovostí povídky, čímž lze tento žánr odlišit od črty.

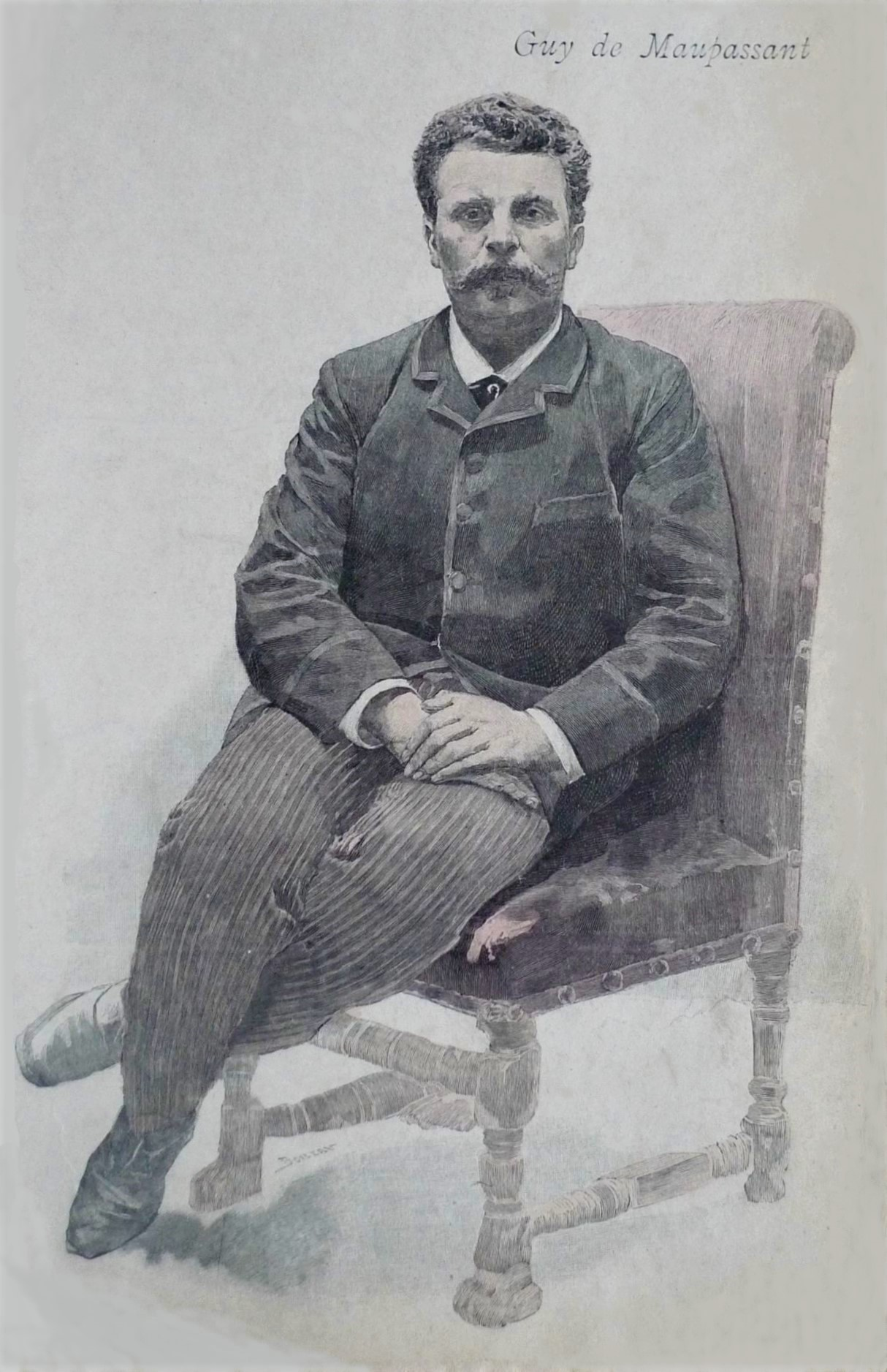
Guy de Maupassant, jeden z nejplodnějších francouzských autorů povídek v 19. století

Na základě srovnání angloamerických teorií shrnul Martin Pilař distinktivní rysy povídky v tomto pojetí do šesti bodů: 1. omezený rozsah (možnost přečíst bez přerušení), 2. hlavní postava, často osamělá, která je individualitou, nikoliv obecnějším typem, 3. přímé směřování k jedinému uměleckému účinku na závěr, 4. vyvrcholení v krizi, kdy postava náhle jasnozřivě odhalí nový pohled na věci (epifanie), 5. možné využití každodennosti s potlačenou zápletkou k dosažení epifanie, 6. hybridnost a otevřenost lyrickým, dramatickým a jiným postupům.
Ve druhé polovině 20. století ovlivnil angloamerické uvažování o žánru povídky především Frank O’Connor svou knihou The Lonely Voice (Osamělý hlas, 1962). K charakteristickým znakům povídky přiřadil skutečnost, že zatímco v románu dochází ke ztotožnění čtenáře s protagonistou, v povídkách je hlavní postavou osamělý vyděděnec, se kterým se čtenář neidentifikuje a který se prolíná s velkými symboly (Ježíš Kristus, Mojžíš, Sókratés) a karikuje je – ústředním pocitem čtenáře je tedy zděšení ze zobrazené podstaty lidství. Zatímco román je v O’Connorově pojetí žánrem založeným na konvencích a práci s nimi, autor povídky musí svůj žánr „vždy znovu vynalézat“. Čas je podle O’Connora v povídkách, na rozdíl od románů, zobrazován jako kontinuum a svou sevřenou podstatou a zaměřením na detail se povídka přibližuje lyrické poezii.

### Užší vymezení
Užší vymezení povídky je běžné pro středoevropský kontext, zejména polský, ale také český či slovenský. Povídka v tomto pojetí nestojí primárně v protikladu vůči románu, nýbrž vůči novele, což je opozice, kterou angloamerická věda obvykle spíše opomíjí. Novela, jakožto žánr podobné délky a povahy, se pak odlišuje jednoznačnější strukturou textu; to v některých oblastech a obdobích (jako v Německu 19. století a počátku 20. století) vedlo k názoru, že novela je žánrem umělecky hodnotnějším. Kompozice povídky je v tomto užším vymezení volná, ve snaze o zachycení životní reality může být text protkán odbočkami, popisy a zaměřením na samotného vypravěče a akt vyprávění.
Polská literární vědkyně Teresa Cieślikowska ve snaze o rozlišení obou žánrů uvedla, že v novele je děj kondenzovaný a přísně ohraničený a dějové elementy se rychle rozvíjejí na úkor statických popisů. V povídce naproti tomu bývá kladen důraz na pomalejší až rozvleklý tok vyprávění, na preferenci následnosti před konfliktem a na samotnou osobu vypravěče a z ní vyplývající přítomnost subjektivních či lyrických pasáží; klíčovou úlohu má pak zakončení, kde se subjektivní vypravěčův pohled opět silně projeví. Sama Cieślikowska však toto rozdělení nepřímo zpochybnila tvrzením, že „kdysi ostré“ hranice mezi těmito dvěma žánry se ve 20. století začaly stírat.
Za užší pojetí lze považovat také přístup francouzského literárněvědného bádání, které chápe novelu jako žánr na pomezí povídky a románu – Albert J. George doložil, že v první polovině 19. století byla povídka (conte) chápána jako krátká koncentrovaná próza s jednou zápletkou, zatímco jako novela (nouvelle) byl označován text, který měl dějových linií více. Vzhledem k významným vazbám českých filologů na Francii (F. X. Šalda, Václav Černý) pronikla tato představa také do českého myšlení o žánrech. S obdobnými obtížemi jako česká literární věda se potýkalo také ruské (sovětské) bádání, když muselo pracovat nejen se vzájemně se překrývajícími výrazy „pověst“ (odpovídající přibližně povídce) a „novella“, ale také s výrazem „rasskaz“ (vyprávění či povídka), který může prakticky označovat jak povídku, tak novelu. Rozdíl mezi rasskazem a pověstí hledali ruští myslitelé v „tonalitě“, u rasskazu faktografičtější a úspornější, u pověsti pomalejší a rozbíhavější.
České pojetí je dále specifické skutečností, že výrazu „povídka“ se běžně užívá také pro označení textů ze starších vývojových období literatury – jako příklad lze uvést Olomoucké povídky (1482). Tím se české chápání žánru liší od většiny zahraničních konceptů (jako „short story“ či „Kurzgeschichte“), jež zahrnují pouze moderní povídky.

### Nejužší vymezení (německé)

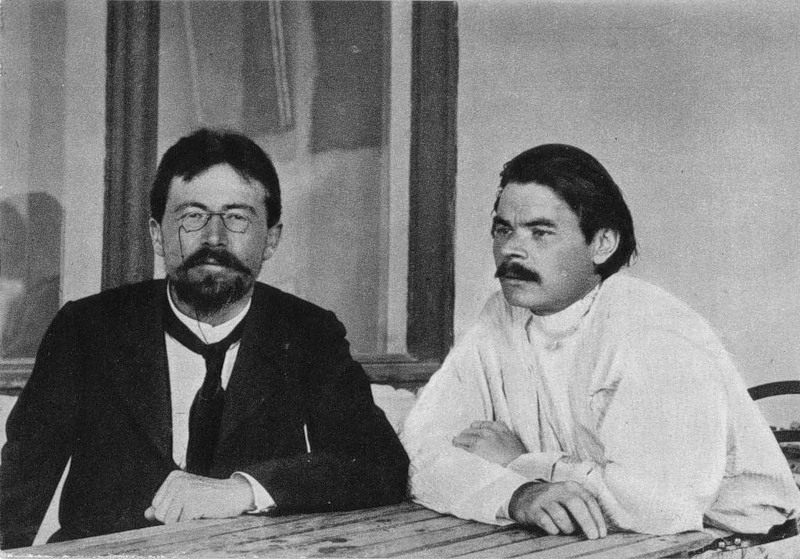
Anton Pavlovič Čechov a Maxim Gorkij, dva klasičtí ruští povídkáři

Nejužší pojetí povídky, typické především pro německou literární vědu, vychází z moderní povídky a pokouší se o nalezení a vyjádření specifických rysů, které povídka jako žánr nutně musí obsahovat. Jde především o relativizované „bodové vidění“ (v protikladu ke snahám uchopit svět jako celek) či východisko v mluvním vypravěčství. Typické je podle tohoto pojetí využívání lakonických a intenzivních sdělení, jejichž síla vychází z promyšleného výběru detailů, které v textu mají být zobrazeny. Ukazován je však vždy pouze výsek života, určitá klíčová událost, do které je soustředěn celý význam lidské existence – závěr, ač mnohdy otevřený a nezavršující děj, je místem, kde se uplatňuje pointa – je, podobně jako v angloamerickém pojetí, místem „náhlého prozření“ a přechodu ke zcela novému pohledu na věci (epifanie).
Německé úvahy nad žánry byly však především přísně hierarchické. V období mezi romantismem a Mannovým novoklasicismem byl pěstován kult novely, neboť ta byla mezi epickými žánry chápána jako „klenot“ právě pro svou sevřenou dějovost, stavěnou do protikladu k rozvolněné, pomalé a popisné výstavbě povídky. Například německý spisovatel a myslitel Paul Ernst (1866–1933) stavěl drama a novelu výše jakožto plnohodnotné umění (Vollkunst), zatímco román a povídka podle něj byly uměním pouze polovičatým (Halbkunst).

## Historie
Přímým předchůdcem povídky jsou zábavná vyprávění starověká, středověká a raně novověká. Významnou renesanční sbírkou příběhů je Boccaccioův Dekameron (1353), obvykle označovaný za soubor novel. Tímto dílem se nechali inspirovat mnozí pozdější autoři, kromě jiných také Chaucer, který sestavil Canterburské povídky (1400), jeden ze základů anglicky psané prózy. Čtenářsky oblíbené příběhy byly po celý raný novověk předávány a šířeny mezi autory a různým způsobem zpracovávány a vydávány, například v „knížkách lidového čtení“.
Počátek moderní povídky lze hledat v 19. století, zejména v souvislosti s rozšířením novin a časopisů. Vzhledem k tomu, že masmédia se jako první prosadila v USA, stala se tato země také prvním místem, kde žánr povídky dosáhl popularity – k jeho oblibě přispěli také raní američtí povídkáři jako Washington Irving, Nathaniel Hawthorne a Edgar Allan Poe. Poe se stal zakladatelem některých oblíbených povídkových subžánrů, mimo jiných detektivní povídky či hororové povídky, a byl činný rovněž jako jeden z prvních teoretiků tohoto žánru.

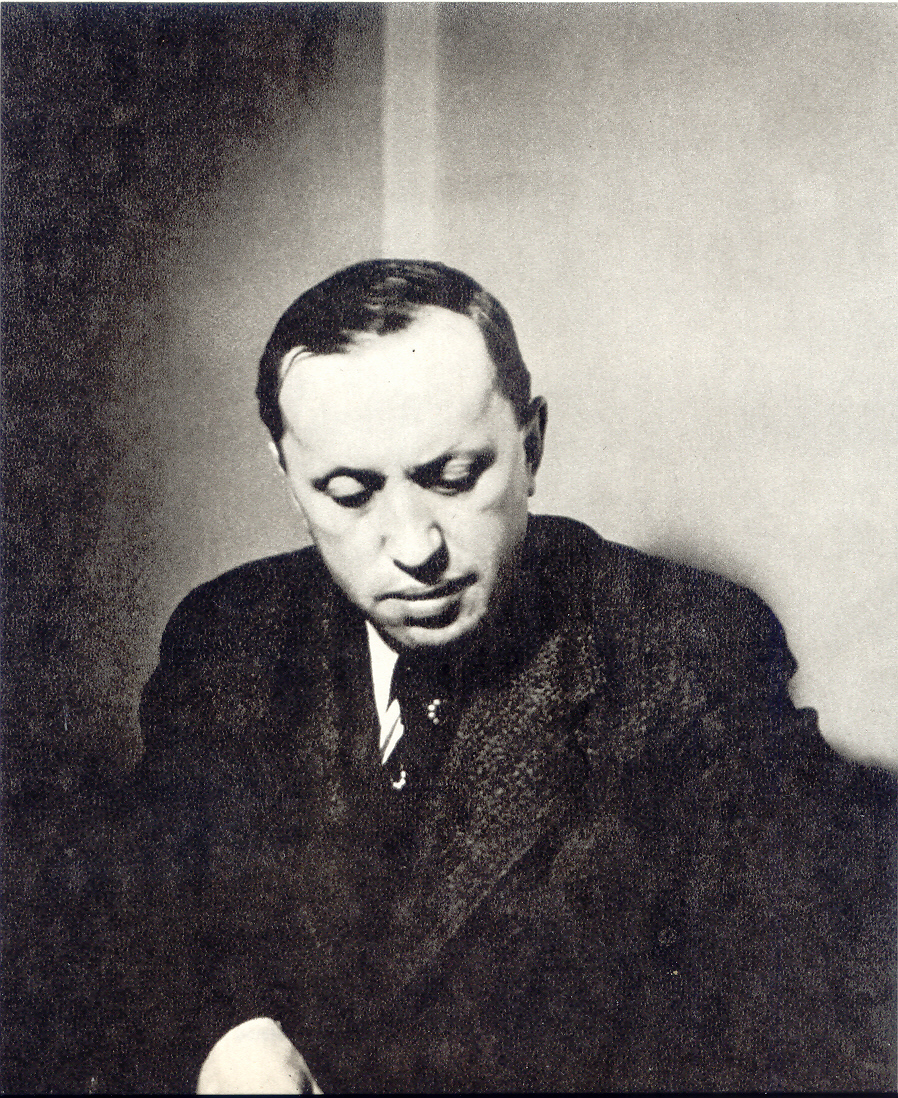
Karel Čapek, jeden z nejznámějších a nejčtenějších českých autorů povídek

V českém prostředí měla povídka od začátku vývoje moderní literatury poměrně pevné místo, obrozenecké snahy 19. století jí díky její pestrosti a možnosti publikace v časopisech (jako Česká včela či Květy) určily roli klíčového žánru. Nejoblíbenějšími subžánry byly kromě sentimentální povídky také historická povídka, didaktická povídka a později i humorná a sentimentální povídka z tehdejší současnosti. K významným autorům patřil zpočátku Josef Kajetán Tyl, po něm pak autoři jako Karel Havlíček Borovský či Božena Němcová, kteří rozvíjeli také obraz a črtu jako specifické žánrové varianty. Ve druhé polovině 19. století vévodila realistická povídka, k jejím zakladatelům patřili kromě Němcové též Jan Neruda a Karolina Světlá. Rozličné žánrové obrázky a humoresky (které psal kromě jiných Ignát Herrmann) doplňovaly rovněž historické obrázky (k význačným autorům patří Zikmund Winter) či cestopisné povídky a další drobné prozaické texty. K velkým jménům konce 19. století patří rovněž Teréza Nováková, Karel Václav Rais nebo Josef Karel Šlejhar.

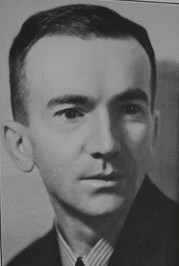
Jan Čep, autor básnivých povídek vyjadřujících úžas z transcendence

Na přelomu 19. a 20. století došlo k lyrickému rozvolnění prózy a vstupu impresionistických a expresionistických do povídkového žánru, jak lze pozorovat například na raných dílech Fráni Šrámka a Antonína Sovy. Období mezi rokem 1910 a druhou polovinou 20. let 20. století je pak považováno za první zlaté období české povídky. Povídka převažovala po kvalitativní i kvantitativní stránce, k ústředním autorům patřili Karel Čapek, Josef Čapek, Jaroslav Durych či Vladislav Vančura, aktivní byly také ženské autorky povídek, například Božena Benešová či později Marie Pujmanová. Rozvolněnou a expresionistickou polohu představuje dílo Richarda Weinera, naopak reprezentantem novoklasicismu se stal František Langer. V průběhu dalšího kulturního vývoje první republiky se povídka začala postupně dostávat do stínu románu, který převzal pozici nejprestižnějšího prozaického žánru. Do období od konce 20. let do počátku 40. let spadá pozdní povídková tvorba Karla Čapka, barokizující texty Karla Schulze, a především až mystické a existenciální prózy Jana Čepa.
Od poloviny 30. let začala prestiž povídky v českém prostředí ještě výrazněji upadat a výrazná díla vznikala téměř výhradně oblasti románu. Někteří autoři se pokoušeli dominantnímu žánru přizpůsobit sdružováním povídek do sbírek opatřených rámcovým vyprávěním – to je například případ Bassových Lidí z maringotek (1942). Po diskreditaci románu vyhraněně ideologickými díly 50. let se na počátku 60. let povídka jako žánr obrodila a začala přitahovat pozornost nejvýznamnějších dobových spisovatelů. Tato období lze označit za druhý zlatý věk české povídky; kreativně se v ní aktualizovala jak závažná existenciální témata (Arnošt Lustig a jeho texty o holokaustu), tak každodennost a intimní dramata (Milan Kundera a jeho Směšné lásky, Bohumil Hrabal a jeho povídky vycházející z mluveného vypravěčství). Postupně však povídka svou výlučnou pozici opět ztratila, byť v 80. a 90. letech došlo k oživení prostřednictvím nových a netradičních vypravěčských postupů a málo prozkoumaných témat jako emigrace nebo fantastično. Na počátku 21. století patřili k výrazným českým povídkářům Ivan Kraus, Petr Šabach, Květa Legátová a další.

## Subžánry
Vzhledem ke značné šíři žánru je možné povídku rozdělit na velké množství podžánrů. K oblíbeným patří historická povídka, detektivní povídka, fantastická povídka, dobrodružná povídka, milostná povídka, filosofická povídka, humoristická povídka (s humoreskou jako specifickou podobou) a četné další. Především v 19. století také existoval zvyk pojmenovávat různé typy povídek podle analogií z oblasti výtvarného umění – lze se tedy setkat s arabeskou, obrazem, črtou a četnými dalšími.

## Významní autoři povídek
- Česko: Eduard Bass, Božena Benešová, Josef Čapek, Karel Čapek, Jan Čep, Jan Drda, Jaroslav Durych, Viktor Dyk, Vítězslav Hálek, Jaroslav Hašek, Karel Havlíček Borovský, Alois Jirásek, Franz Kafka, Ivan Klíma, František Langer, Arnošt Lustig, Jan Neruda, Božena Němcová, Ivan Olbracht, Ota Pavel, Marie Pujmanová, Karel Václav Rais, Karel Schulz, Antonín Sova, Karolina Světlá, Petr Šabach, Fráňa Šrámek, Miloslav Švandrlík, Josef Kajetán Tyl, Vladislav Vančura, Zikmund Winter

- Spojené státy americké: Isaac Asimov, Raymond Douglas Bradbury, Stephen Crane, Francis Scott Fitzgerald, Francis Bret Harte, Nathaniel Hawthorne, Ernest Hemingway, Ted Chiang, Kate Chopin, Washington Irving, Henry James, Stephen King, David Herbert Lawrence, Jack London, Howard Phillips Lovecraft, Katherine Mansfieldová, George R. R. Martin, Herman Melville, Vladimir Nabokov, Edgar Allan Poe, Mark Twain, Edith Whartonová

- Kanada: Margaret Atwoodová, Alice Munroová

- Velká Británie: Joseph Conrad, Roald Dahl, Daphne du Maurier, Graham Greene, Rudyard Kipling, Robert Louis Stevenson

- Irsko: Samuel Beckett, Maria Edgeworthová, James Joyce

- Rusko: Ivan Alexejevič Bunin, Anton Pavlovič Čechov, Nikolaj Vasiljevič Gogol, Maxim Gorkij, Alexandr Sergejevič Puškin, Ivan Sergejevič Turgeněv

- Francie: Théophile Gautier, Guy de Maupassant, Prosper Mérimée, Auguste Villiers de l'Isle Adam

- Německo: Heinrich Böll, Hermann Hesse, Ernst Theodor Wilhelm Hoffmann, Thomas Mann

- Polsko: Stefan Grabiński, Bolesław Prus, Władysław Reymont, Andrzej Sapkowski

- Argentina: Jorge Luis Borges